# Bzowiec (województwo warmińsko-mazurskie)
Bzowiec (dawniej niem. Beiswalde) – wieś w Polsce położona w województwie warmińsko-mazurskim, w powiecie olsztyńskim, w gminie Dobre Miasto.
W latach 1975–1998 miejscowość administracyjnie należała do województwa olsztyńskiego. Wieś znajduje się w historycznym regionie Warmia.